# Sinterització metàl·lica

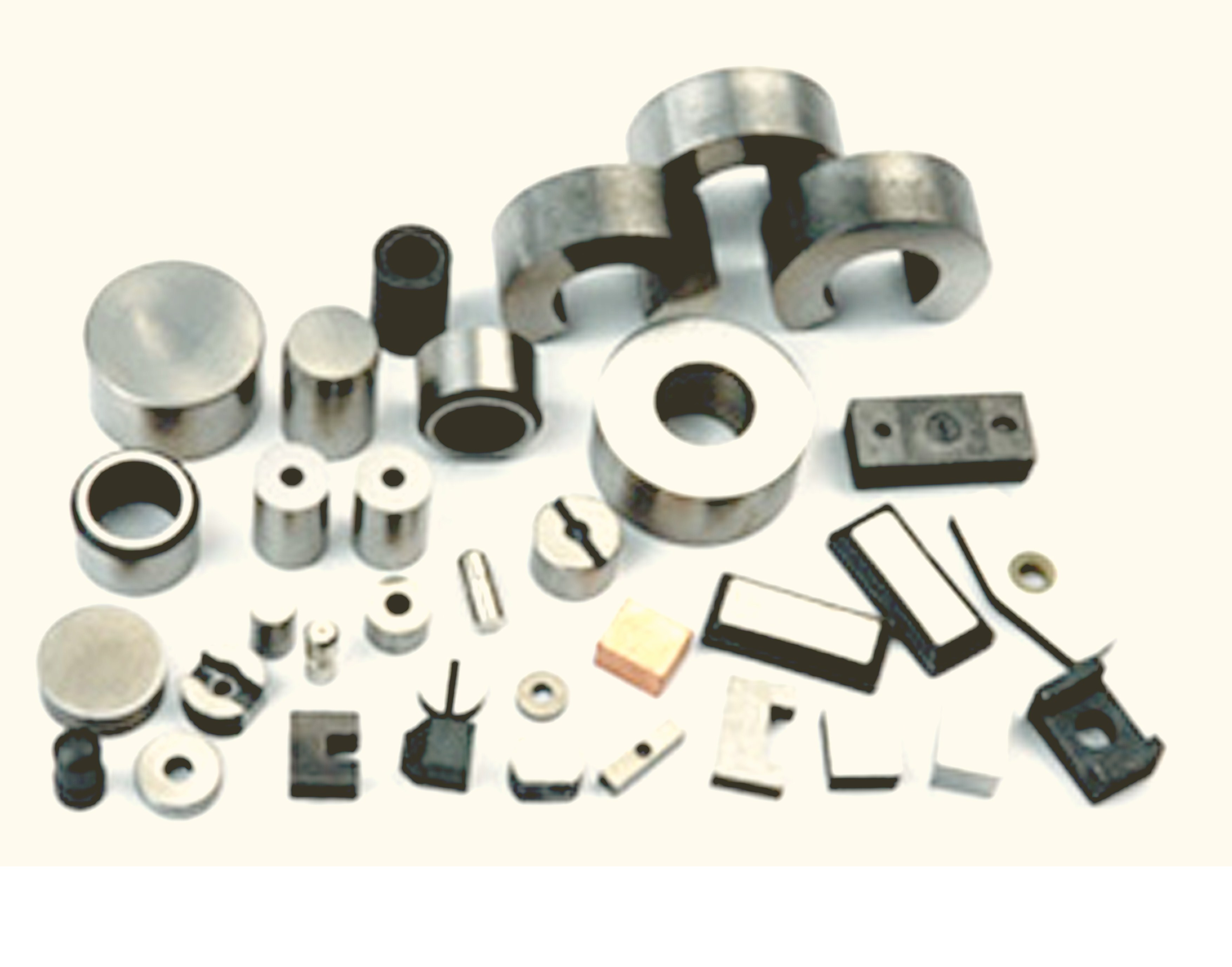
Peces realitzades per sinterització metàl·lica

La sinterització és un procés de fabricació basat en la compactació de materials en pols mitjançant pressió i temperatura. La sinterització és utilitzada principalment en la fabricació de peces metàl·liques.

## Història
Els inicis de la sinterització són a Egipte (3000 aC) on utilitzaven processos rudimentaris de compactació del ferro per a la fabricació d'eines i altres. Més tard, els Inques van fabricar joies i altres artefactes a partir de pols de materials preciosos.
La fabricació en serie de productes sinteritzats aparegué a mitjans del segle dinou on es feia servir per a la producció de monedes de coure, medallons, lingots de platí i cables de tungstè, el material primari pels filaments de les bombetes. Durant la Segona Guerra Mundial s'experimentà un ràpid desenvolupament tecnològic basat principalment en l'automatització de processos i en la substitució del coure pel ferro i l'acer com a sinteritzats dominants. Els productes d'alta densitat van aparèixer a la dècada del 60 mentre durant els 70, 80 i 90 es comercialitzà la pols de ràpida solidificació alhora que les noves tecnologies d'injecció de polímers. Des de la dècada dels 90 fins a l'actualitat la producció de peces per sinteritzat ha anat augmentant tant en nombre com en varietat al realitzar-se peces d'aliatges, ceràmiques i plàstics.

## Materials
Les característiques dels productes sinteritzats depenen altament no només del material utilitzat sinó de les característiques de la pols del material (dimensions, forma, puresa de les partícules). Per a l'obtenció d'aquesta pols hi ha diversos mètodes: Atomització del metall fos, atomització mitjançant la rotació d'un elèctrode, reducció química de partícules compostes, polvorització, precipitació química de solut, condensació de vapors metàl·lics.
Els materials més utilitzats en processos de sinteritzat metàl·lic són:
Metalls fèrricsFerro, ferro + coure, ferro + carbó + coure.
Metalls no fèrricsLlautó, plata-níquel, alumini

## Procés
El procés de sinteritzat es divideix en quatre etapes: barreja, compactació, sinteritzat i operacions d'acabat.

### Barreja
Rarament la sinterització d'un únic material en pols ens permetrà obtindre una peça amb les característiques mecàniques desitjades. Habitualment la sinterització es realitza amb una barreja de materials en pols variats més additius com poden ser lubricants o aglutinant. En aquesta primera etapa es barregen les partícules dels diferents materials fins a obtindre una pols homogènia.

### Compactació

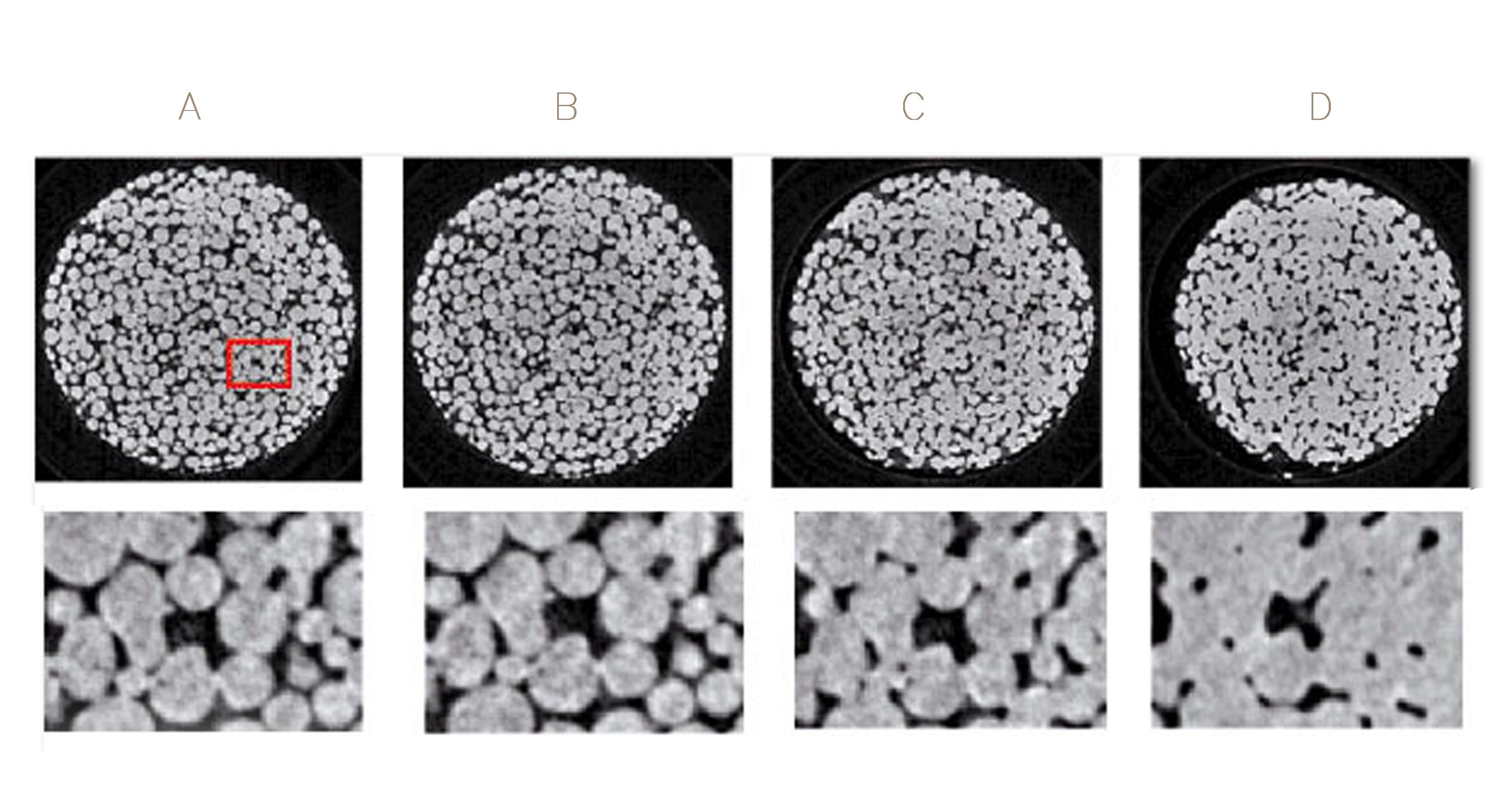
Detall de l'estructura interna d'un metall conforme es va compactant

Mitjançant una premsa hidràulica, mecànica o mixta i el motllo adequat, es compacte el material en pols obtenint el que es coneix com a peça en verd. Aquesta compactació es pot realitzar a temperatura ambient, "en fred", o en calent. De la compactació en calent s'obté una peça amb un augment de la densitat de 0,1 - 0,2 g/cm³ respecte a l'obtinguda en fred.
El factor fonamental de l'etapa de compactació és la pressió aplicada al material, a major pressió major serà la densitat del material resultant. El procés de compactació es realitza seguint la següent seqüència:
1. S'omple la cavitat del motllo
2. Posicionament inicial del punxons i inici de la compressió
3. Arribada a la posició final dels punxons i final de la compressió
4. Extracció de la peça

En funció de com es realitzi la compressió varia la distribució de la densitat de la peça resultant. Principalment podem distingir dos maneres de realitzar la compressió, en la primera només un punxó aplica la pressió mentre que en la segona la pressió és aplicada pels dos punxons en parts iguals. En el primer cas la densitat del material en la capa de contacte amb el punxó serà superior a la capa inferior mentre que en el segon cas les densitats de les dues capes seran les mateixes.

### Sinterització
En aquesta etapa el material compactat és escalfat en una atmosfera controlada (atmosfera sense oxigen) a altes temperatures però per sota del punt de fusió, la majoria de metalls s'escalfen a temperatures d'entre el 70 i el 80% del seu punt de fusió.
L'etapa de sinterització es divideix en tres fases:

#### Preescalfament
En aquesta fase s'elimina l'aire, lubricants i aglutinants que interferirien en el bon acabat de la peça, alhora que es va augmentant lentament la temperatura dels compactes. L'augment de la temperatura es fa de manera lenta per evitar pressions internes altes que podrien fracturar la peça.

#### Sinteritzat o fase d'alta temperatura
És l'etapa on s'estableix la difusió i els vincles entre les diferents partícules permet augmentar la resistència, ductilitat, duresa i la conducció elèctrica i tèrmica del material.

#### Període de refredament
Es refreda la peça de manera controlada i progressiva per evitar la possible oxidació i xoc tèrmic que es produiria si es diposités directament a l'aire atmosfèric.

### Operacions d'acabat
Un cop realitzada la sinterització es realitzen una sèrie d'operacions que permeten adequar les característiques de la peça per a la seva posterior utilització. Algunes d'aquestes operacions són: Calibrat, mecanització, tractaments tèrmics, ensamblament, impregnació, tractaments superficials.

## Prestacions
El sinteritzat presenta certes avantatges respecte d'altres processos de fabricació, les principals són: Toleràncies dimensionals estretes, Mínim mecanització posterior, Es desaprofita poc material, Nivell específic de porositat: rodament, filtres; Permet combinar metalls difícilment aleables. Facilitat de realitzar fabricació en serie; Estalvi energètic per peça en comparació amb la fosa. Reducció de costos en sèries mitjanes i grans
Hi ha una sèrie d'inconvenients alhora de realitzar peces per sinteritzat: Elevat cost dels utensilis, Alt cost per a l'obtenció de la pols metàl·lica, Dificultat d'emmagatzematge i manipulació de la pols metàl·lica, Limitació de la forma de la peça: Trepants o perforacions laterals s'han de realitzar per mecanització posterior. Limitació en l'espessor de les parets de 1,5mm en general. Variació de la densitat del material en diferents zones de la peça.